# Al-An'am
Al-An'am (Il Bestiame) è la sesta Sura 6 del Corano, una sura meccana composta da 165 versetti. Questa sura è una delle più lunghe del Corano e affronta una vasta gamma di temi teologici e morali, concentrandosi principalmente sull'unità di Allah, la creazione, la rivelazione divina, e il rifiuto dell'idolatria. La sura Al-An'am è considerata un'importante fonte di insegnamenti sull'unicità di Allah e sulle basi della fede islamica.

## Contenuto

### Unicità di Allah e Sua Creazione
Versetti 1-20: La sura inizia con una dichiarazione della lode ad Allah, il Creatore dei cieli e della terra, che ha posto le tenebre e la luce. Si afferma l'unicità di Allah e la creazione come segno della Sua esistenza e potere. Viene anche ricordata l'importanza di riconoscere Allah come l'unico Dio, rifiutando ogni forma di idolatria.

### Rivelazione Divina e Messaggi dei Profeti
Versetti 21-50: La sura discute la rivelazione divina e il ruolo dei profeti come portatori del messaggio di Allah. Viene enfatizzata l'importanza di seguire la guida divina e di ascoltare i messaggi dei profeti. Si critica l'atteggiamento di coloro che rifiutano la verità e continuano nell'idolatria e nell'incredulità.

### Segni di Allah nell'Universo
Versetti 51-83: Vengono presentati vari segni della presenza e del potere di Allah nell'universo, come la creazione dei cieli, della terra, delle piante e degli animali. La sura esorta i credenti a riflettere sui segni della creazione come prova dell'esistenza di Allah e della Sua sapienza.

### L'Idolatria e le Sue Conseguenze
Versetti 84-110: La sura condanna fermamente l'idolatria e le sue pratiche. Si sottolinea che nessun idolo o divinità minore ha il potere di creare o di intercedere presso Allah. Viene anche discusso il destino degli idolatri e degli increduli, ricordando loro le conseguenze del loro rifiuto della verità.

### Storie dei Profeti
Versetti 111-150: Vengono narrate le storie di vari profeti, tra cui Noè, Abramo, Isacco, Giacobbe, Mosè e Aronne. Queste storie servono a illustrare il messaggio divino e la perseveranza dei profeti nel diffondere la parola di Allah, nonostante le difficoltà e l'opposizione.

### Regole Alimentari e Leggi sul Bestiame
Versetti 151-165: La sura conclude con una serie di comandamenti che includono leggi alimentari e regolamenti sul trattamento del bestiame. I primi tre di questi versetti hanno una portata più vasta, tanto che alcuni vi vedono un riferimento ai 10 comandamenti dei cristiani.
Viene sottolineata l'importanza di seguire queste leggi come parte dell'obbedienza ad Allah e della pratica della fede.

## Analisi
La Sura Al-An'am è fondamentale per la sua trattazione approfondita dell'unicità di Allah e del rifiuto dell'idolatria. Essa fornisce una chiara esposizione dei principi teologici dell'Islam, evidenziando l'importanza della fede sincera e dell'obbedienza alle leggi divine. La sura offre anche una riflessione profonda sui segni della creazione, incoraggiando i credenti a riconoscere e adorare Allah attraverso l'osservazione del mondo naturale. Le storie dei profeti servono come esempi di perseveranza e fede, ispirando i credenti a seguire il loro esempio. Infine, le leggi e i regolamenti enunciati nella sura sono essenziali per la guida pratica nella vita quotidiana dei Musulmani, rafforzando il legame tra fede e azione.